# ウラカネス・デ・マヤベケ
ウラカネス・デ・マヤベケ（スペイン語: Huracanes de Mayabeque）は、キューバの野球リーグであるセリエ・ナシオナル・デ・ベイスボルに所属する野球チーム。本拠地は首都ハバナの南東に位置するサン・ホセ・デ・ラス・ラハス。

## 概要
2011年1月1日、ハバナ州がマヤベケ州とアルテミサ州に分割されたことに伴い、ハバナ州のチームであったバケーロス・デ・ラ・アバナが消滅し、マヤベケ州に当チーム、アルテミサ州にカサドレス・デ・アルテミサが誕生した。
2011-12年シーズン（第51シーズン）からリーグに加盟したが、優勝はまだない。
チーム創設以来戦力に乏しく、過去の最高順位が15位（2012-13シーズン）という、最下位争いの常連である。

## 主な所属選手
- アドリアン・モレホン
- アリエル・ミランダ
- ペドロ・レオン
- ミチェル・バエス